# نیکولا لای
نیکولا لای (انگلیسی: Nicola Lai؛ زادهٔ ۱۷ ژانویهٔ ۱۹۸۶) بازیکن فوتبال اهل ایتالیا است.
از باشگاه‌هایی که در آن بازی کرده‌است می‌توان به باشگاه فوتبال کالیاری اشاره کرد.